# Nicolae Crețulescu

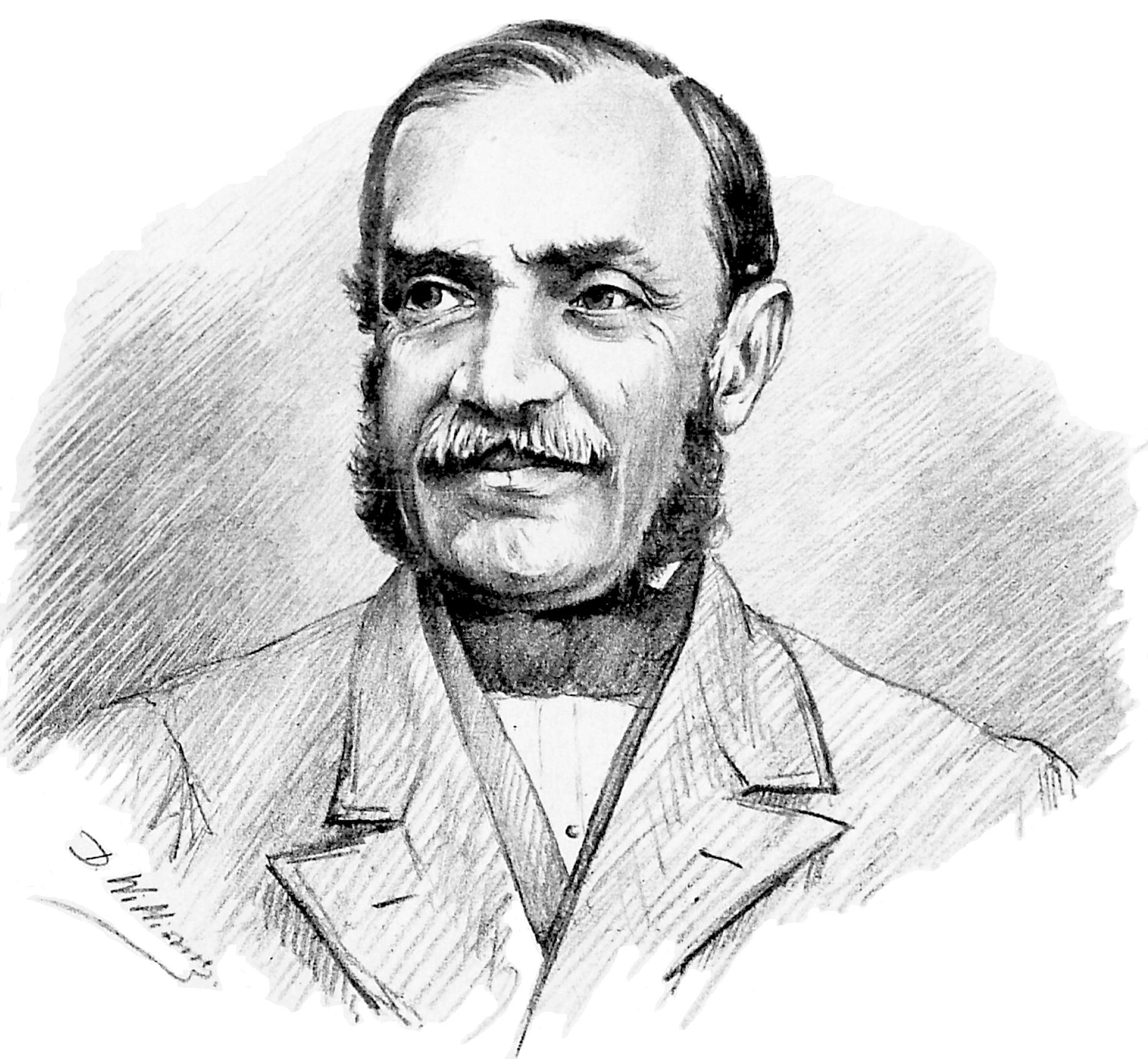
Nicolae Creţulescu

Nicolae Crețulescu, ook wel gespeld als Kretzulescu (Boekarest, 1 maart 1812 - Leordeni (District Argeș), 26 juni 1900) was arts en de premier van Roemenië. Premier was Crețulescu tussen 24 juni 1862 - 24 oktober 1863, 6 februari 1865 - 24 mei 1866, 13 maart 1867 - 26 november 1867. Hij was lid van de Partidul Național Liberal. Crețulescu was de derde, de vijfde, en achtste premier van Roemenië.
Hij studeerde medicijnen in Parijs en had Gustave Flaubert als collega.